# ولادیمیر ییرانک
ولادیمیر ییرانِـک (چکی: Vladimír Jiránek؛ ۶ ژوئن ۱۹۳۸ – ۶ نوامبر ۲۰۱۲) کارگردان فیلم، پویانما و نویسنده اهل جمهوری چک بود.
یکی از دلایل شهرت او، کارگردانی و ساخت مجموعهٔ پت و مت به همراه لوبومیر بنش است.